# Paraire Tomoana

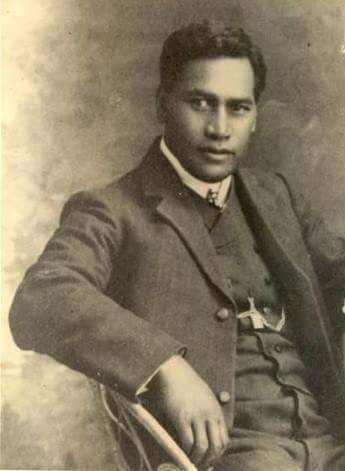
Paraire Tomoana

Paraire Henare Tomoana († 15. April 1946, auch bekannt als Friday) war ein bekannter Māoriführer aus dem Iwi der Ngāti Kahungunu in der Region Hawke’s Bay. Er wurde in Waipatu oder Pakowhai als Sohn von Henare Tomoana geboren. Das Jahr seiner Geburt ist unbekannt, der Nachruf im Daily Telegraph in Napier sprach davon, dass er im Alter von 78 Jahren starb (danach wäre er 1868 geboren), das Dictionary of New Zealand Biography gibt 1874–1875 als Geburtsjahr an. Tomoana besuchte das Te Aute College und war hier Mitglied der lokalen Gruppe der Young Māori Party.
Er gab die Māori-Zeitung Toa Takatini heraus und komponierte mehrere bekannte Lieder auf Māori: E Pari Ra, Hoera Te Wake Nei und Hoki Hoki. Bekannt ist er auch im Zusammenhang mit dem bekannten Lied Pokarekare Ana, von dem er 1921 eine Bearbeitung aus dem Jahre 1917 veröffentlichte. Er war ein anglikanischer Laienprediger.
Er war bei seinem Tode eine anerkannte Autorität für die mündlichen Überlieferungen der Māori und die Wettervorhersage nach den Methoden der Māori. Er besuchte für eine Zeit von 4 bis 5 Jahrzehnten jede wichtige Zusammenkunft der Māori der südlichen Nordinsel.